# Elytrigia drucei
Elytrigia drucei là một loài thực vật có hoa trong họ Hòa thảo. Loài này được Stace mô tả khoa học đầu tiên năm 2001.